# Фехнер, Макс
Макс Фе́хнер (нем. Max Fechner; 27 июля 1892[…], Нойкёльн — 13 сентября 1973[…], Шёнайхе, Бранденбург) — немецкий политик, министр юстиции ГДР.

## Биография
Окончив народную школу, Фехнер выучился на рабочего-инструментальщика и работал по профессии до апреля 1920 года. Участник Первой мировой войны. В 1910 году вступил в Социал-демократическую партию Германию, в 1917—1922 годах состоял в Независимой социал-демократической партии Германии, затем вновь вернулся в СДПГ. В 1921—1925 годах работал уполномоченным берлинского района Нойкёльн, в 1925—1928 годах был городским уполномоченным Берлина и в 1924—1933 годах избирался депутатом прусского ландтага. Работал в правлении СДПГ и с 1924 года был ответственным редактором муниципального политического журнала Die Gemeinde.
Фехнер участвовал в группе сопротивления Франца Кюнстлера, в 1933—1934 был помещён в концентрационный лагерь Ораниенбург, в 1944—1945 годах также находился в заключении.
После войны Фехнер входил в Центральный комитет СДПГ и Правления партии, а также ЦК СЕПГ. Фехнер был сторонником объединения КПГ и СДПГ. В 1946—1948 годах Фехнер избирался депутатом городского собрания Большого Берлина, до 1949 года являлся членом Немецкого народного совета и до 1950 года состоял депутатом Народной палаты ГДР.
В 1948 году Фехнер стал преемником Ойгена Шиффера на посту председателя Немецкого центрального управления юстиции в Советской зоне оккупации Германии. В 1949—1951 годах Фехнер являлся председателем Объединения демократических юристов Германии и с октября 1949 и до снятия с должности в июле 1953 года — министром юстиции ГДР.
30 июня 1953 года в интервью газете Neues Deutschland Макс Фехнер высказался по поводу событий 17 июня 1953 года, заявив, что преследованию подлежат только те лица, которые виновны в тяжёлых преступлениях. Фехнер как «враг государства и партии» был лишён должности, исключён из СЕПГ и арестован. После двух лет предварительного заключения в ходе процесса в Верховном Суде ГДР, состоявшемся с 14 июля 1953 года по 24 мая 1955 года, Фехнер был приговорён к восьми года тюремного заключения, причём он также был обвинён в гомосексуальных действиях.
24 июня 1956 года Макс Фехнер был освобождён из заключения и спустя два дня в ходе процесса десталинизации 1956 года был помилован президентом ГДР Вильгельмом Пиком вместе с Паулем Бендером, Паулем Сциллатом и 85 другими осуждёнными. В июне 1958 года Фехнер был восстановлен в партии.
Макс Фехнер похоронен в Мемориале социалистов на Центральном кладбище Фридрихсфельде.

## Публикации
- Offener Brief an Schumacher, Berlin 1946
- Wie konnte es geschehen? Auszüge aus den Tagebüchern und Bekenntnissen eines Kriegsverbrechers, Berlin 1946
- Jugend und Politik, Berlin 1946
- Die soziale Aufgabe der Volksrichter, Potsdam 1947
- Wesen und Aufgaben der neuen demokratischen Selbstverwaltung, Berlin 1948